# Mina Nguyễn
Mina Nguyễn là giám đốc điều hành người Mỹ gốc Việt tại hãng Jane Street Capital. Tháng 10 năm 2017, cô được bổ nhiệm làm thành viên của Ủy ban Cố vấn Nhà đầu tư của SEC. Trước khi vào làm việc cho Jane Street, cô từng giữ chức Giám đốc điều hành tại hãng AQR Capital Management và cố vấn cấp cao cho người sáng lập Cliff Asness. Nguyên là Phó trợ lý Bộ trưởng Kinh doanh Sự vụ tại Bộ Ngân khố Hoa Kỳ từ năm 2006 đến năm 2007, do Bộ trưởng lúc đó là Hank Paulson bổ nhiệm. Sự nghiệp của cô trong lĩnh vực kinh doanh và chính phủ xoay quanh các quy định về nguồn vốn tư nhân (quỹ đầu cơ), bảo đảm hưu trí, sử dụng đòn bẩy và phái sinh tại các quỹ đầu tư và đầu tư ESG. Trong chiến dịch tranh cử Tổng thống Hoa Kỳ năm 2004, cô giữ chức Giám đốc Kinh doanh Quốc gia cho liên danh Bush-Cheney.

## Tiểu sử

### Thân thế và học vấn
Mina Nguyễn chào đời trong gia đình chế độ cũ có cha là sĩ quan Quân lực Việt Nam Cộng hòa, sau sự kiện 30 tháng 4 năm 1975, ông cùng vợ và bốn người con quyết định chạy sang nước Mỹ vào năm 1975 dưới diện tị nạn chính trị. Gia đình được chính phủ Mỹ cho định cư tại Fort Smith, Arkansas. Cuối cùng gia đình chuyển đến sống tại Quận Cam, California. Nguyễn hiện đang cư trú tại Greenwich, Connecticut. Cô có bằng Thạc sĩ Quản trị Kinh doanh của Trường Kinh doanh Harvard và bằng Cử nhân của Trường Kinh doanh Haas, UC Berkeley.

### Sự nghiệp chính trị
Nguyễn khởi đầu sự nghiệp của mình trong chính phủ với vai trò là trợ lý đặc biệt cho Bộ trưởng Lao động Hoa Kỳ lúc bấy giờ là Elaine L. Chao. Năm 2001, Chao bổ nhiệm Nguyễn làm Giám đốc Liên lạc Công chúng, khiến cô trở thành một trong những nhân viên chính phủ trẻ nhất từng được bổ nhiệm vào Cục Hành chính Cấp cao.
Sau khi tái đắc cử, Nguyễn tiếp tục phục vụ trong chính quyền, cuối cùng là Phó trợ lý Bộ trưởng Kinh doanh Sự vụ tại Bộ Ngân khố Hoa Kỳ từ năm 2006 đến năm 2007. Trong vai trò là Phó trợ lý thư ký, Nguyễn là cố vấn chính cho Bộ trưởng về các quy định thị trường vốn và là một thành viên của nhóm đã phát triển kế hoạch cạnh tranh trên thị trường vốn của Ngân khố, trong đó thiết lập khuôn khổ cho cơ cấu quy định hiện đại hóa và bảo vệ nhà đầu tư. Nguyễn còn là cố vấn chính giữa Bộ Ngân khố và các nhà quản lý tài sản và nhà đầu tư nhằm thúc đẩy chỉ thị của Nhóm Công tác về Thị trường Tài chính của Tổng thống trong việc xác định các phương pháp hay nhất nhằm giải quyết vấn đề bảo vệ nhà đầu tư, tăng cường kỷ luật thị trường và giảm thiểu rủi ro hệ thống.
Trước khi gia nhập chính phủ, Nguyễn từng là cố vấn quản lý dịch vụ tài chính và công nghệ tại Accenture.
Trong khi phục vụ trong Chiến dịch tranh cử Tổng thống của George W. Bush năm 2004, Nguyễn cũng đứng đầu nỗ lực "W. Stands for Women", được ghi nhận giúp gia tăng đáng kể sự ủng hộ của phụ nữ đối với Đảng Cộng hòa. Trong thời gian làm việc tại Ủy ban Quốc gia Đảng Cộng hòa, Nguyễn còn đảm nhận chức vụ Giám đốc Đặc trách Sự vụ Quốc hội và là cố vấn cấp cao cho Chủ tịch đương nhiệm lúc đó là Ken Mehlman.

### Hoạt động từ thiện
Bên cạnh đó, Nguyễn kiêm thêm chức cố vấn cho một số tổ chức từ thiện tập trung vào quản trị, xã hội dân sự và nhân quyền. Cô là thành viên hội đồng quốc gia của Hội Nữ Hướng đạo Mỹ và là thành viên hội đồng sáng lập của tổ chức y tế toàn cầu, Đại sứ Y tế Thế giới. Nguyễn là thành viên sáng lập của Trung tâm Sáng kiến Hưu trí tại Trường Chính sách Công McCourt thuộc Đại học Georgetown. Cô cũng là chủ tịch Ủy ban Từ thiện của hãng AQR Capital.

## Báo chí và ấn phẩm
- The War on Terror[liên kết hỏng]
- Asian American Policy Review[liên kết hỏng]
- Harvard University AA Policy Review[liên kết hỏng]
- Harvard Asian American Alumni Summit
- From East to West, Then Up and to the Right
- Georgetown University Center for Retirement Initiatives
- ABC News Chairman Mehlman announces leadership team
- Harvard Business School, Harbus on Education and Health Care Lưu trữ ngày 6 tháng 3 năm 2021 tại Wayback Machine
- Reports Warn of Unintended Consequences of Proposed SEC Rule[liên kết hỏng]
- Proposed Rule: Use of Derivatives by Registered Investment Companies and Business Development Companies
- President’s Working Group Releases Common Approach to Private Pools of Capital Guidance on hedge fund issues focuses on systemic risk, investor protection